# Harold Rosenberg
Harold William Rosenberg (Nova Iorque, 19 de fevereiro de 1941) é um matemático estadunidense que trabalha na área de pesquisa de geometria diferencial. Seu trabalho se destaca na área de superfícies mínimas e de curvatura média constante em diversos espaços ambiente como os espaços-forma {\displaystyle \mathbb {R} ^{3},\,\mathbb {S} ^{3}{\text{ e }}\mathbb {H} ^{3}} e os produtos {\displaystyle \mathbb {H} ^{2}\times \mathbb {R} {\text{ e }}\mathbb {S} ^{2}\times \mathbb {R} }.
Rosenberg trabalhou na Universidade Columbia, no Institut des Hautes Études Scientifiques, na Universidade de Paris e no Instituto Nacional de Matemática Pura e Aplicada (IMPA), Brasil. Obteve um Ph.D. na Universidade da Califórnia em Berkeley em 1963, orientado por Stephen P. L. Diliberto.
É desde 2004 membro da Academia Brasileira de Ciências. Dentre seus alunos notáveis, constam Norbert A’Campo, Christian Bonatti e Michael Herman.

## Publicações selecionadas
- "Hypersurfaces of constant curvature in space forms"
- Abresch, Uwe; Rosenberg, Harold (1 de setembro de 2004). «A Hopf differential for constant mean curvature surfaces inS 2 ×R andH 2 ×R». Acta Mathematica (em inglês). 193 (2): 141–174. ISSN 0001-5962. doi:10.1007/BF02392562
- Meeks, William; Rosenberg, Harold. «The uniqueness of the helicoid». Annals of Mathematics. 161 (2): 727–758. doi:10.4007/annals.2005.161.727
- "Some remarks on foliations" (com W. Thurston)